# Defletor de ar

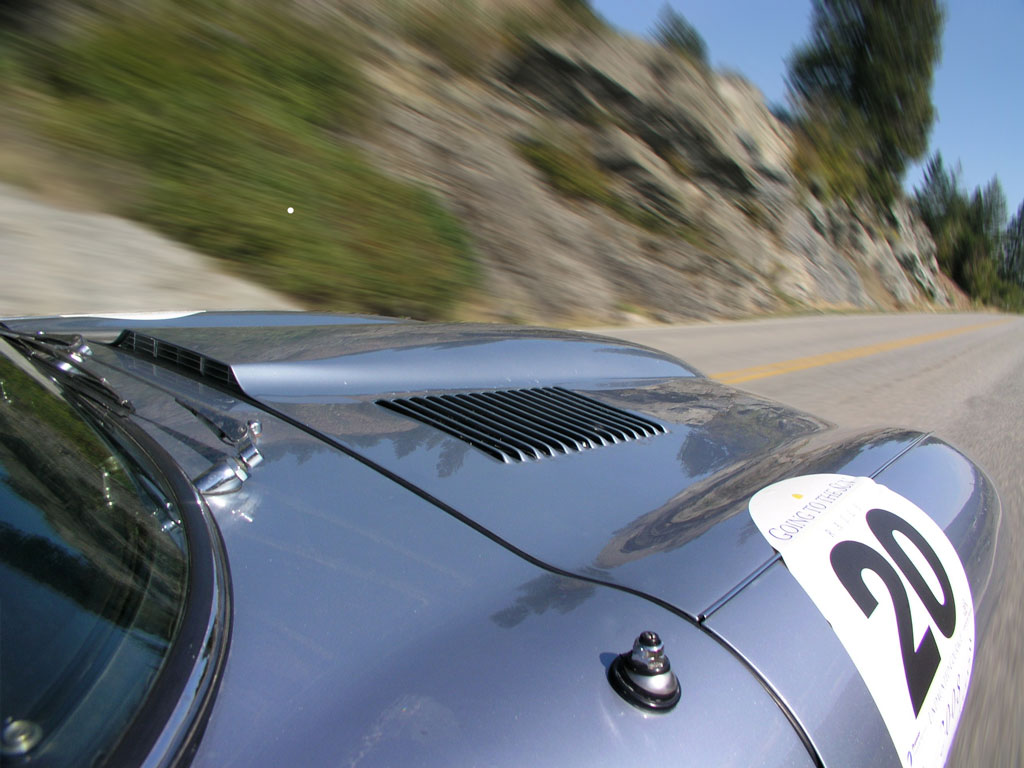
Defletores de ar fixos no capô de um Jaguar, item projetado para permitir o resfriamento constante do motor.

Defletor de ar é o termo técnico usado para definir quaisquer tipos de lâminas usadas para mudar a direção do ar em objetos ou veículos. Em regra, é feito em metal ou material plástico e presenta lâminas móveis ou fixas. É acessório muito utilizado no setor automotivo para entrada de ar ou saída de refrigeração num veículo, ou, ainda, para maximizar sua aerodinâmica, permitindo que o automóvel ofereça menos resistência ao ar.
Defletores apresentam vários usos, inclusive na dinâmica de motores.

## Galeria

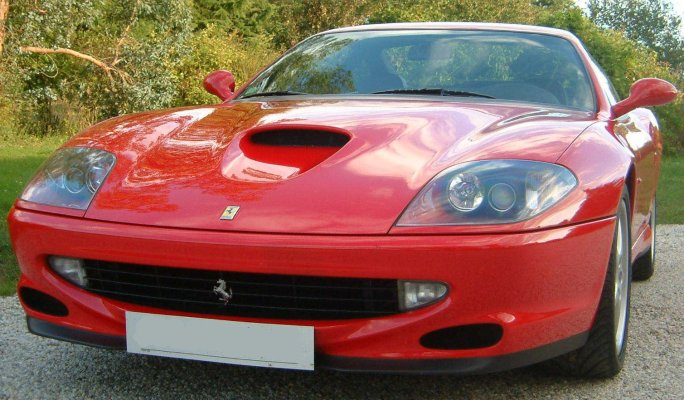
Defletor no capô de uma Ferrari.
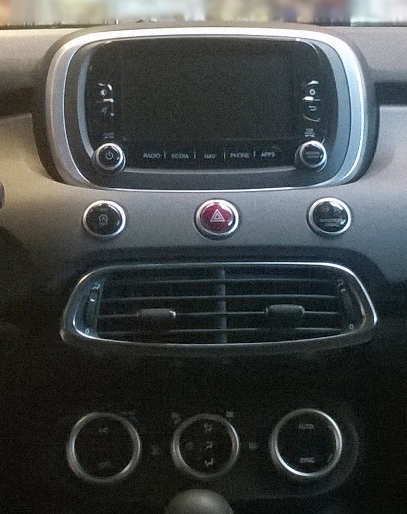
Painel de automóvel guarnecido com defletor de ar de lâminas móveis.
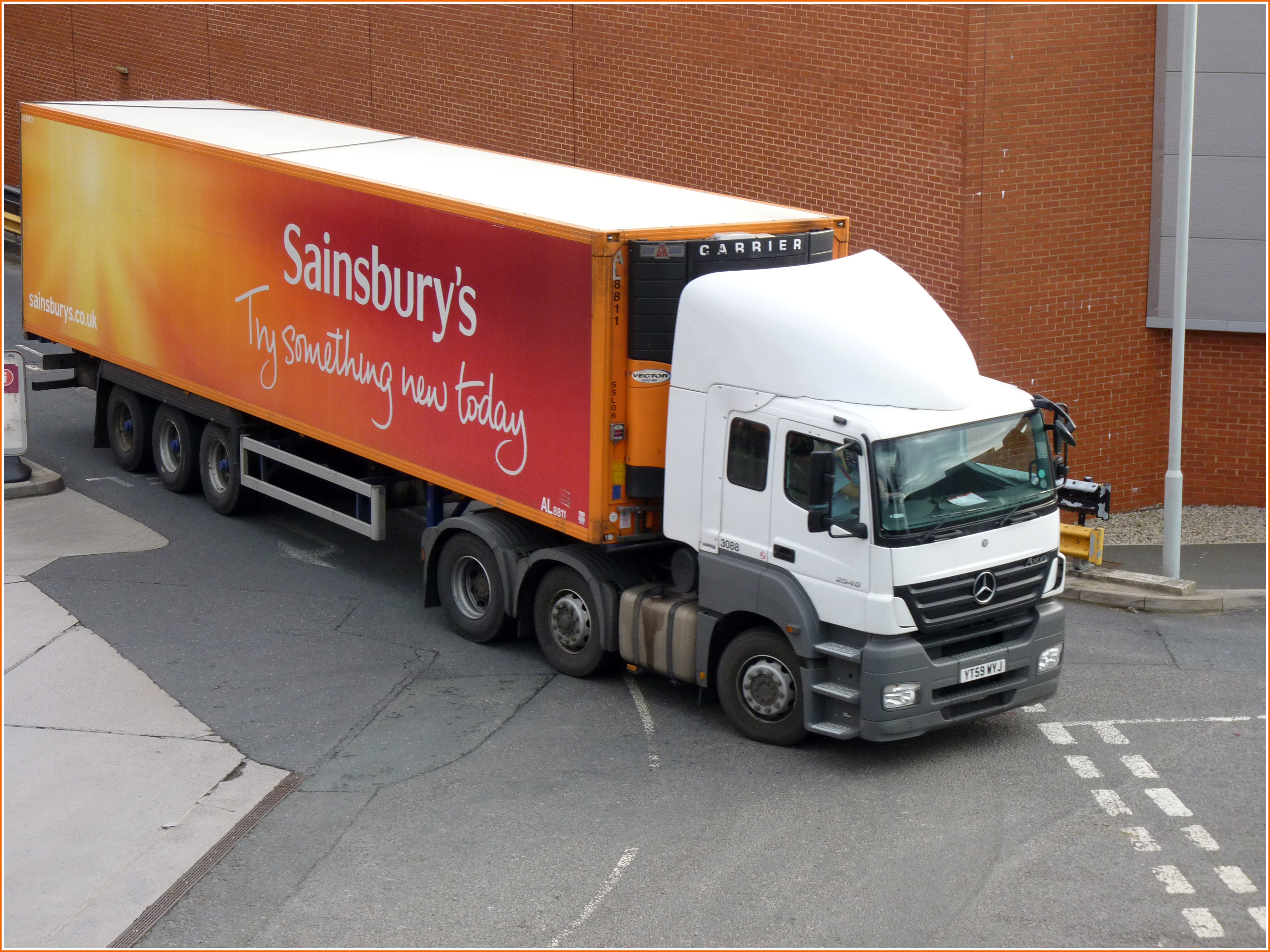
Deflector ("testa") instalado em cima da boleia de um caminhão para minimizar impacto do ar.